# Jan Billbusch
Jan Billbusch ist eine westdeutsche Abenteuer-Fernsehserie von Rainer Erler, die an Bord eines Frachters der Cap San Klasse spielt. Die Erstausstrahlung erfolgte am 25. September 1972.

## Handlung
Der 17 Jahre alte Jan Billbusch macht als Decksjunge seine erste Ausbildungsfahrt auf dem Frachter Galata. Die Reise führt von Hamburg zuerst ins Mittelmeer, so nach Piräus und Istanbul, später nach Südamerika.
An Bord freundet er sich mit dem Matrosen „Robinson“ an, der ihm hilft, sich an den ungewohnten Bordalltag und den oftmals rauen Umgangston der Besatzung zu gewöhnen. Gemeinsam erleben sie an Bord und an Land diverse Abenteuer.

## Produktionsnotizen

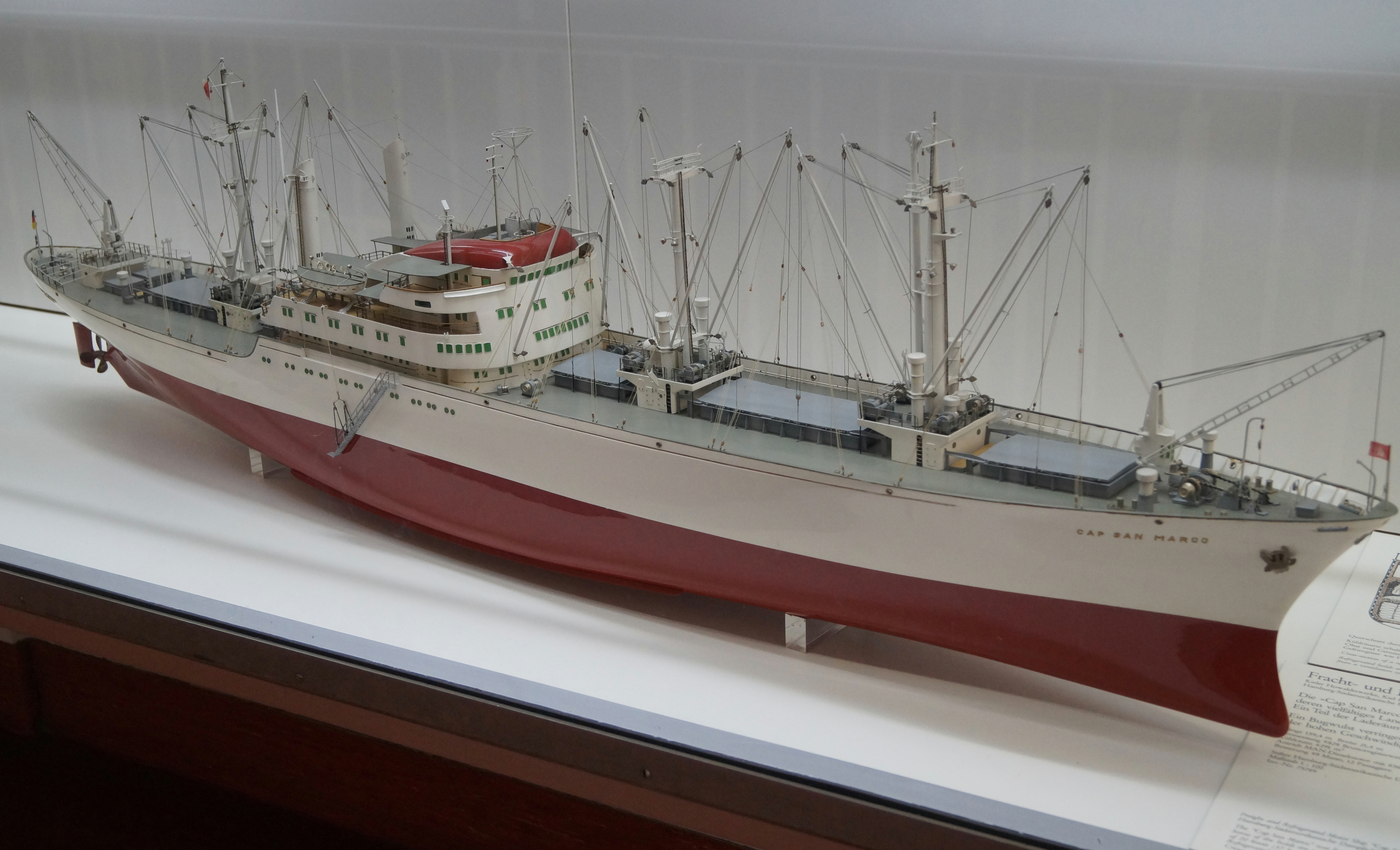
Cap San Marco

Erler war während einer Seereise auf die Idee gekommen, eine Serie über den Arbeitsalltag auf einem Schiff zu drehen. Die Dreharbeiten fanden an Bord der Cap San Marco der Hamburg Süd-Reederei statt, wobei die Besatzungsmitglieder als Komparsen und Statisten in die Handlung eingebunden wurden. Die Reporterin „spielte“ die Journalistin Brigitte März.

## Episoden
1. Muß i denn, muß i denn
2. Weltstadtabenteuer
3. Jolanthe
4. Achterausgesegelt
5. Hilflos im Ozean
6. Das bunte Fahrrad
7. Canaria
8. Der alte Gaul der Santa Rosa
9. Der Watzmann
10. Drehverbot Tobruk
11. Canaria
12. S.O.S.
13. Martine
14. Die Verlobung
15. La Plata
16. Die Heimreise

## Jugendbuch
In der Reihe Fernseh-Buch erschienen im Münchner Schneider Verlag noch 1972 zwei Bücher zur Serie von Ingeborg Glupp (Pseudonym von Walter Fahm) und Brigitte März mit Standfotos der Serie von Erler und Illustrationen von Werner Heymann (1937–2019): Mittelmeerfahrt mit Zwischenfällen und Ein Mädchen an Bord.

## Überlieferung
Soweit bekannt, wurde die Serie nicht wieder ausgestrahlt. Eine DVD-Edition liegt bis heute (Stand 2020) nicht vor.

## Trivia
Eines der Schwesterschiffe der Cap San Marco, die Cap San Diego, ist heute ein Museumsschiff und liegt im Hamburger Hafen. Die Cap San Marco wurde 1985 unter ihrem neuen Namen Marco Polo in Qingdao verschrottet.